# Bénesse-Maremne
Bénesse-Maremne é uma comuna francesa na região administrativa da Nova Aquitânia, no departamento Landes. Estende-se por uma área de 18,62 km². Em 2010 a comuna tinha 3 525 habitantes (densidade: 189,3 hab./km²).